# العلاقات الأذربيجانية الإسرائيلية
تتعاون أذربيجان وإسرائيل تعاونًا مكثفًا منذ عام 1992. أذربيجان هي واحدة من الدول القليلة ذات الأغلبية المسلمة، مع تركيا ومصر والأردن والجمهوريات السوفيتية السابقة، التي تطور العلاقات الاستراتيجية والاقتصادية الثنائية مع إسرائيل.
أشاد إلهام علييف في اجتماع مع رئيس الوزراء الإسرائيلي بنيامين نتانياهو بالدور الفعّال للطائفة اليهودية التي تعيش في أذربيجان في تطوير العلاقات الثنائية بين البلدين.
تربط إسرائيل وجمهورية أذربيجان علاقات وثيقة منذ عام 1992.  أذربيجان هي واحدة من الدول الإسلامية القليلة التي أقامت علاقات استراتيجية واقتصادية ثنائية مع إسرائيل . بعد انهيار الاتحاد السوفيتي واستقلال أذربيجان ، كانت إسرائيل من أوائل الدول التي اعترفت بها.  أسست إسرائيل سفارتها في باكو عام 1993.  تستورد إسرائيل 40٪ من نفطها الخام من أذربيجان وهي أهم مصدر للأسلحة إلى أذربيجان. تشمل صادرات الأسلحة الإسرائيلية إلى أذربيجان الصواريخ وأنظمة الرادار والذخيرة وخاصة الطائرات بدون طيارسوف يكون 
تعمل جمهورية أذربيجان على تهدئة العلاقات بين إسرائيل وتركيا.  تستخدم إسرائيل أراضي أذربيجان لمراقبة المخابرات الإيرانية. 
مواطنو إسرائيل وتركيا هم المواطنون الوحيدون الذين لا يحتاجون إلى تأشيرة لزيارة جمهورية أذربيجان.

## شراء معدات عسكرية من إسرائيل
يعتبر الجيش الإسرائيلي المورد الرئيسي لأسلحة الطيران والمدفعية والأسلحة المضادة للدبابات والمضادة للمشاة إلى جمهورية أذربيجان. إسرائيل مصدر مهم للأسلحة لأذربيجان: وفقًا لبحث أجراه معهد ستوكهولم الدولي لأبحاث السلام ، استحوذت إسرائيل على 69٪ من واردات أذربيجان الرئيسية من الأسلحة في الفترة من 2016 إلى 2020. 
قامت شركة الملاحة الجوية المحدودة الإسرائيلية ببناء مصنع في باكو.  أيضًا ، خلال نزاع ناغورنو كاراباخ، قدمت إسرائيل الأسلحة والمدفعية لأذربيجان. 
في عام 2012 ، وقعت إسرائيل وأذربيجان اتفاقية تبيع بموجبها صناعة الطيران المملوكة للدولة في إسرائيل 1.6 مليار دولار من الطائرات بدون طيار وأنظمة الدفاع الجوي والصاروخي لأذربيجان. 
في عام 2016 ، أيد وزير الدفاع الإسرائيلي أفيغدور ليبرمان موقف أذربيجان بشأن نزاع ناغورنو كاراباخ في عام 2016، واصفا إياه بأنه "مبرر تمامًا". بالإضافة إلى ذلك ، ألقى ليبرمان باللوم على أرمينيا في التحريض على الصراع في أبريل 2016. 
في يناير 2019 ، اشترت قوة حرس الحدود لجمهورية أذربيجان الطائرة الانتحارية بدون طيار Sky Striker من شركة Elbit Systems الإسرائيلية. كانت أذربيجان أول مشتر أجنبي لـ Sky Strikers. 
في حرب ناغورني كاراباخ مع أرمينيا في سبتمبر 2020، اختبرت أذربيجان أسلحة إسرائيلية الصنع على أهداف أرمنية.  تواصل إسرائيل دعم أذربيجان في نزاعها الإقليمي المستمر منذ عقود مع أرمينيا.
في مارس 2021 ، دخلت شركة الدفاع الإسرائيلية Meteor Aerospace في شراكة مع شركة Caspian لبناء السفن الأذربيجانية (CSBC) لتقديم حلول دفاعية متقدمة بشكل مشترك لتلبية الاحتياجات الوطنية للبلاد. 

## إخفاء حجم العلاقات
وفقًا لتقرير أمريكي نشره موقع ويكيليكس عام 2009 ، شبه الرئيس الأذربيجاني إلهام علييف علاقة بلاده بإسرائيل بجبل جليدي : "تسعة أعشارها تحت السطح ولا يمكن رؤيتها". 

## زيارات من أذربيجان
مع زيارة بنيامين نتنياهو ، رئيس وزراء إسرائيل آنذاك ، إلى باكو في آب / أغسطس 1997 ، دخلت العلاقات الثنائية مرحلة جديدة. منذ ذلك الحين ، أقامت إسرائيل علاقات أوثق مع أذربيجان وساعدت في تحديث القوات المسلحة الأذربيجانية. 
في عام 2009 ، قام الرئيس الإسرائيلي شمعون بيريز بزيارة إلى أذربيجان أدت إلى مزيد من العلاقات العسكرية ، وأعلنت شركة Aeronautics الإسرائيلية أنها ستبني مصنعًا في باكو. 
قال رئيس الوزراء الإسرائيلي بنيامين نتنياهو خلال زيارته لأذربيجان في ديسمبر 2016: "العلاقات مع أذربيجان وثيقة للغاية وستتحسن بعد هذه الزيارة".  وأكد في هذا الاجتماع أن "إسرائيل وأذربيجان تتمتعان بعلاقات ممتازة وصداقة حميمة".  كما أعربت التصريحات الصحفية لإلهام علييف ، رئيس أذربيجان ، وبنيامين نتنياهو ، رئيس وزراء النظام الصهيوني ، عن ارتياحها للتعاون الثنائي بين البلدين. 
زار المدير التنفيذي للجنة اليهودية الأمريكية جون شابيرو أذربيجان في يناير 2017 ، بعد وقت قصير من زيارة بنيامين نتنياهو إلى باكو. وقال شابيرو خلال الاستقبال ان الشراكة البناءة بين اذربيجان وامريكا واسرائيل مهمة جدا. 
زار وفد من المؤتمر اليهودي العالمي أذربيجان في سبتمبر 2016. خلال المحادثة ، أكد الرئيس الأذربايجاني إلهام علييف على العلاقات "الممتازة" مع إسرائيل والجالية اليهودية.

## التعاون الأمني

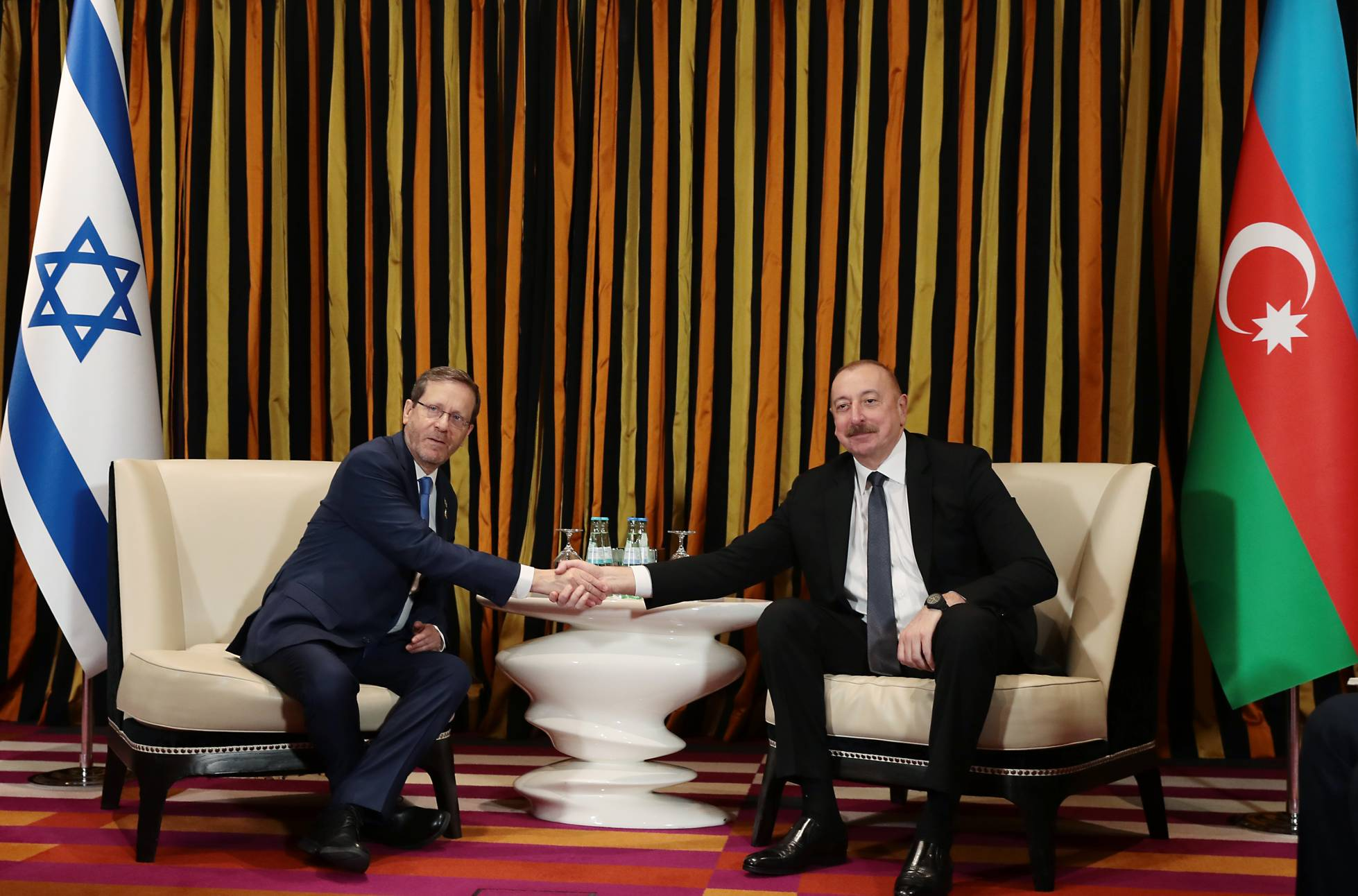
التقى إلهام علييف بالرئيس الإسرائيلي إسحاق هرتزوغ في ميونيخ

أعلن حيدر علييف ، رئيس أذربيجان في ذلك الوقت ، بعد لقاء أكتوبر 2001 مع السفير الإسرائيلي إيتان ناه ، أن البلدين لديهما نفس المواقف في مكافحة الإرهاب الدولي.  المخابرات الإسرائيلية تساعد أذربيجان في جمع معلومات عما تعتبره منظمات متطرفة في المنطقة. ومن بين هذه المجموعات حزب التحرير الذي يسعى إلى تدمير دولة إسرائيل. يشتبه في أن لحزب التحرير عدة مئات من أعضائه في أذربيجان ، وقد تم اعتقال بعض أعضائه ومحاكمتهم من قبل السلطات الأذربيجانية. 

## التعاون الاقتصادي
ينمو التعاون الاقتصادي بين إسرائيل وأذربيجان بشكل ملحوظ. عندما قامت أذربيجان بتحرير صناعاتها و اقتصادها في أوائل التسعينيات ، توغلت الشركات الإسرائيلية في الأسواق الأذربيجانية. استثمرت العديد من الشركات في صناعة الخدمات. ومن الأمثلة على ذلك شركة بيزك ، وهي مزود اتصالات إسرائيلي رئيسي. من خلال مناقصة عقد تجاري عام 1994 ، استحوذت بيزك على حصة كبيرة من مشغلي الهاتف. اليوم ، تقوم بيزك بتركيب خطوط الهاتف وتشغيل الخدمات الإقليمية في أجزاء كثيرة من أذربيجان.  تم إطلاق شركة أخرى ، Bakcell ، كأول مشغل للهاتف المحمول في أذربيجان في أوائل عام 1994 كمشروع مشترك بين وزارة الاتصالات الأذربيجانية و GTIB (إسرائيل). 
تعمل عشرات الشركات الإسرائيلية في قطاع الطاقة الأذربيجاني. على سبيل المثال ، افتتحت شركة Modcon Systems Ltd ، وهي شركة مقرها إسرائيل مورِّد للتكنولوجيا المتقدمة لصناعة النفط والغاز ، فرعًا لها في أذربيجان.
بين عامي 2000 و 2005 ، تمت ترقية إسرائيل من عاشر أكبر شريك تجاري لأذربيجان إلى خامس أكبر شريك تجاري لأذربيجان. وبحسب إحصائيات الأمم المتحدة ، زادت صادرات أذربيجان إلى إسرائيل بين عامي 1997 و 2004 من أكثر من 2 مليون دولار إلى 323 مليون دولار ، وتعززت في السنوات الأخيرة بسبب ارتفاع أسعار النفط. في عام 2013 ، تم تصدير 40٪ من النفط إلى إسرائيل من باكو ، مما جعل أذربيجان أكبر مورد للنفط لإسرائيل. 
ألغت أذربيجان وإسرائيل الازدواج الضريبي بين البلدين في أبريل 2017.  وفقًا لتقرير لجنة الجمارك الحكومية الأذربيجانية ، بلغ إجمالي التجارة بين أذربيجان وإسرائيل في الفترة من يناير إلى فبراير 2017 ، 116.2 مليون دولار ، وهو ما يزيد بنسبة 17.5٪ عن نفس الفترة من عام 2016. 
في عام 2020 ، بلغت التجارة بين أذربيجان وإسرائيل حوالي 200 مليون دولار أمريكي (باستثناء إمدادات النفط). 
في 29 يوليو 2021 ، تم إنشاء مكتب التمثيل التجاري والسياحي الأذربيجاني في تل أبيب. 

## إمدادات الطاقة في إسرائيل
يوجد تعاون وثيق بين أذربيجان وإسرائيل في مجال الطاقة: تشتري إسرائيل 40٪ من نفطها من أذربيجان. 
في خطاب ألقاه في عام 2007 ، تحدث سفير إسرائيل في أذربيجان ، آرثر لينك ، عن التجارة المستمرة بين أذربيجان وإسرائيل في قطاع الطاقة. وأشار إلى أنه حتى افتتاح خط أنابيب باكو - تبيليسي - جيهان في عام 2006 ، كانت إسرائيل واحدة من المستهلكين الرئيسيين لصادرات النفط الأذربيجانية ، ويوفر قرب جيهان من إسرائيل فرصًا كبيرة لمشاركة إسرائيل بشكل أكبر في هذا القطاع من الاقتصاد. لذلك ، يتم إنشاء المزيد من مجالات التعاون والمنفعة المتبادلة. وأكد أنه من خلال خط الأنابيب العابر لإسرائيل بين عسقلان وإيلات ، يمكن لإسرائيل أن تكون شريكًا استراتيجيًا لتسويق نفط بحر قزوين إلى آسيا . كما تم التطرق إلى جهود إسرائيل في تطوير مصادر الطاقة البديلة ، وخاصة الطاقة الشمسية. بالإضافة إلى ذلك ، تبحث إسرائيل عن إمكانية استيراد الغاز من منطقة بحر قزوين.
قال رئيس الوزراء الإسرائيلي بنيامين نتنياهو خلال زيارته لأذربيجان في ديسمبر 2016: "اليوم نتفاوض ليس فقط لتوريد النفط من أذربيجان ، ولكن أيضًا لاستيراد الغاز من أذربيجان إلى إسرائيل".

## تكريم العلاقات
يصادف شهر أبريل 2017 الذكرى السنوية الخامسة والعشرين لإقامة العلاقات الدبلوماسية بين إسرائيل وأذربيجان. رسالة التهنئة التي وجهها رئيس الوزراء الإسرائيلي بنيامين نتنياهو إلى الرئيس الأذربيجاني إلهام علييف تنص على ما يلي:
تفخر إسرائيل بكونها من أوائل الدول التي اعترفت بجمهورية أذربيجان. بعد ربع قرن ، أقامت بلادنا علاقات قوية تقوم على الصداقة الحقيقية بين الشعبين اليهودي والأذربيجاني. أذربيجان نموذج للتناغم بين الأديان والتعددية الثقافية في منطقة مليئة بالتنافسات الدينية والعرقية. إن إسرائيل مثلك منارة للاستقرار والتسامح في منطقة غير مستقرة. على الرغم من التحديات التي نواجهها ، فقد نجح كلانا في خلق اقتصادات مزدهرة ومجتمعات ديناميكية ومزدهرة وسلمية.
في خطابه أمام الدورة 72 للجمعية العامة للأمم المتحدة في 19 سبتمبر 2017 ، أشار نتنياهو إلى توسيع التعاون بين البلدين. 

## عقود أخرى
في ديسمبر 2016 ، تم توقيع اتفاقية حكومية دولية بين أذربيجان وإسرائيل في مجال الاتصالات الجوية. 
في مارس 2017 ، قام ممثل إسرائيل في أذربيجان بعدة زيارات إقليمية لتعميق التعاون الاقتصادي في مجالات الزراعة والسياحة. 